# Legende van de val van Vieng Kham
De legende van de val van Vieng Kham is hoe volgens de overlevering de heerser van Lan Xang, Fa Ngum, de stad Vieng Kham innam.
De stad Vieng Kham werd omringd door een ondoordringbare muur van levende bamboe. Fa Ngum trok hierop met zijn troepen naar het zuiden over de Mekong als afleiding. Voordat hij wegtrok liet hij boogschutters gouden en zilveren pijlen in het bamboebos schieten. De bewoners van de stad dachten dat Fa Ngum vertrokken was en kapten het bamboebos omver om de gouden pijlen te bemachtigen. Hierover ingelicht door zijn spionnen keerde Fa Ngum terug en veroverde de stad alsnog.